# 1932 v loďstvech
Tento článek obsahuje významné události v oblasti loďstev v roce 1932.

## Lodě vstoupivší do služby
- 1932  Dumont D`Urville, Bougainville a Savorgnan de Brazza – avíza třídy Bougainville
- 25. ledna –  Pluton – minonosný křižník
- 18. dubna –  Commandant Teste – nosič hydroplánů
- 10. července –  ORP Burza – torpédoborec třídy Wicher
- srpen –  President Masaryk – hlídková loď
- Dupleix – těžký křižník třídy Suffren
- 31. říjen –  ORP Wilk – ponorka třídy Wilk